# Park Młociński w Warszawie

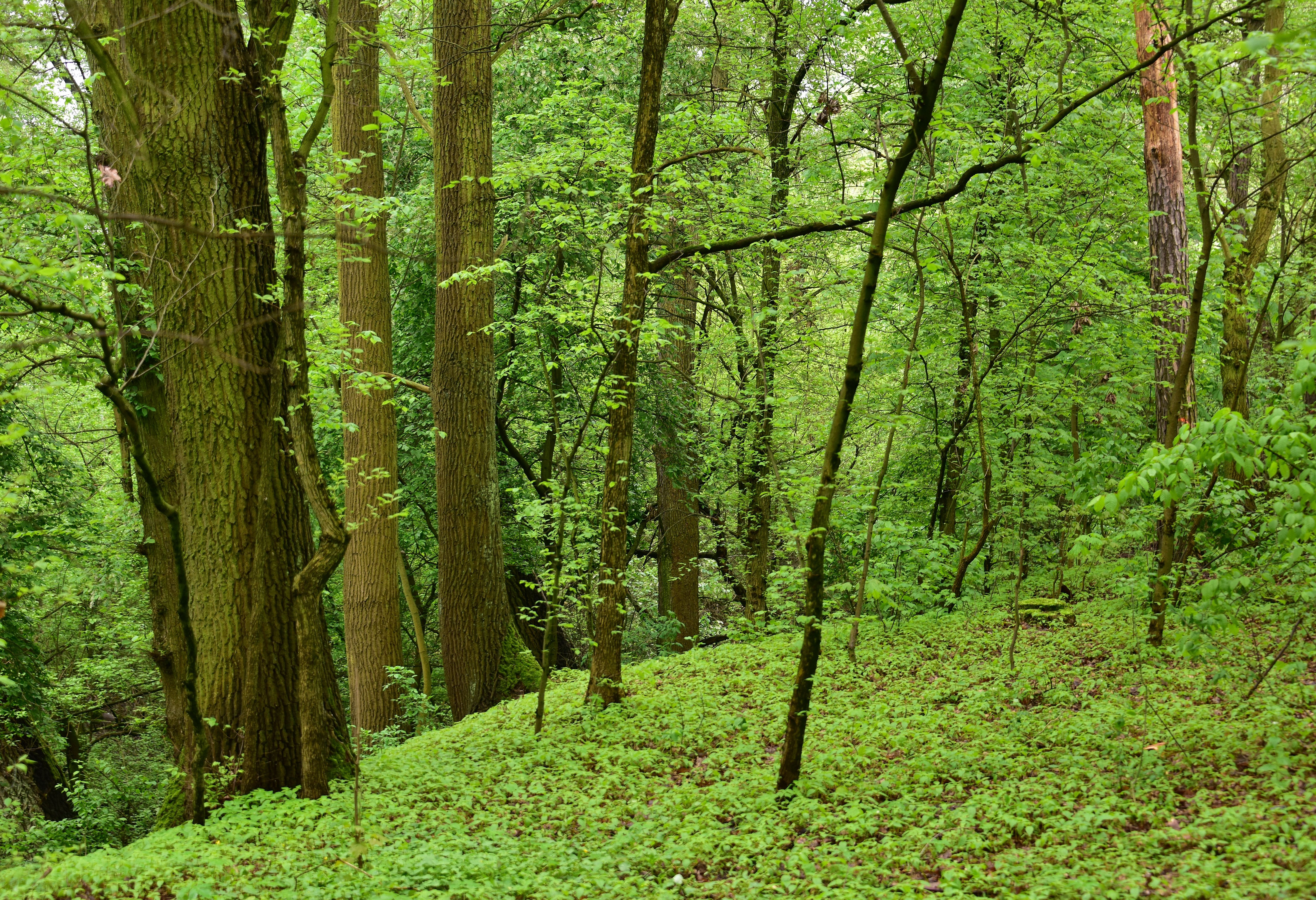
Fragment lasu porastającego zbocze skarpy warszawskiej

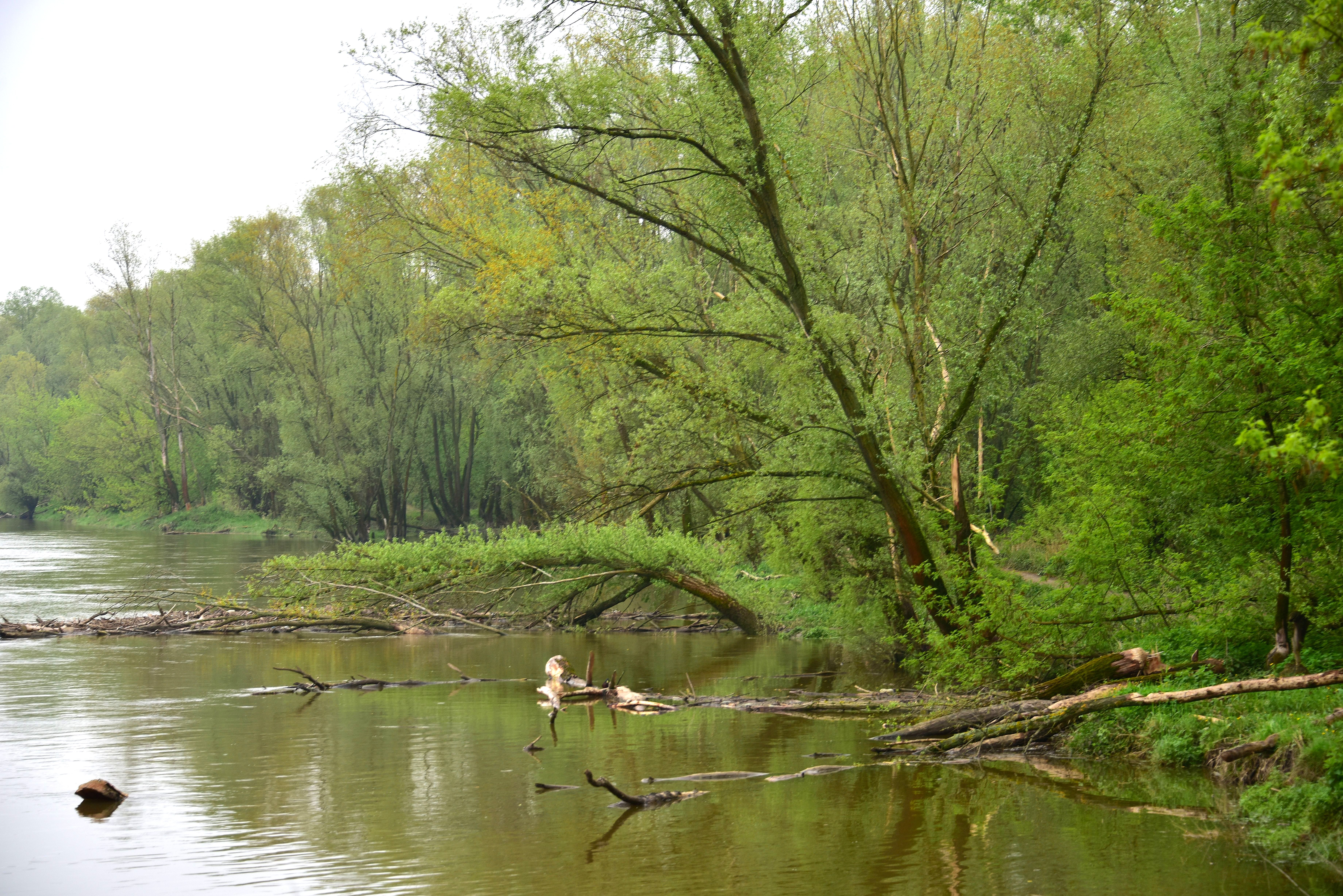
Park od strony Wisły

Park Młociński, właśc. Las Młociny – park leśny znajdujący się w dzielnicy Bielany w Warszawie, między ulicami Papirusów, Pułkową, Dziwożony (Parkową po stronie Łomianek) i lewym brzegiem Wisły, przy północnej granicy miasta. 
Teren lasu wchodzi w skład Obwodu Bielany-Młociny Lasów Miejskich jako Uroczysko Młociny. Na południu lasu znajduje się użytek ekologiczny Przy Lesie Młocińskim o powierzchni 4,82 ha, obejmujący śródleśną łąkę wraz z otuliną, wchodzący w skład miejskiego kompleksu leśnego Las Młociny. Jest uznawany za jeden z najważniejszych elementów systemu przyrodniczego stolicy.

## Historia
Pierwotnie na dzisiejszych Młocinach istniała wieś Młoszczyny, której nazwa pochodziła od słów młoka, młaka, które oznaczały moczar, bagno, mokrą łąkę. Wieś książęca położona była w Puszczy Młocińskiej, będącej częścią pradawnej Puszczy Mazowieckiej i pierwsze wzmianki pochodzą z XIV wieku, a rozwojowi wsi sprzyjał trakt z Warszawy do Zakroczymia. Na obszarze puszczy w XVI wieku założony został królewski zwierzyniec, a w XVIII wieku powstał tu pałac Brühla na Młocinach otoczony parkiem krajobrazowym wraz z własnym zwierzyńcem. W 1822 na Młociny i Bielany zaczęły docierać pierwsze konne omnibusy, nazywane żurnalierami.
W 1907 roku magistrat miasta Warszawy zakupił teren tzw. Budek i Gór Burakowskich pod planowany park miejski i w roku 1930 pojawia się on na planach jako Młociński Park Miejski. W tym czasie, od roku 1913 w sąsiedztwie parku powstaje plan budowy miasta-ogrodu Młociny według projektu architekta Ignacego Miśkiewicza. Plan ten przewidywał budowę kilkuset willi na terenie przyległym do pałacu, jednak projekt ten udaremnił wybuch I wojny światowej. W tym czasie na Młociny można już było dotrzeć parostatkiem lub autobusem, a planowana była też budowa tramwaju, zrealizowana dopiero po II wojnie światowej (linia nr 28 zlikwidowana w latach 70. XX wieku przy budowie Wisłostrady). Sam teren parku w tym czasie już był modnym i lubianym miejscem wypoczynku warszawiaków. W 1929 otwarta została w sąsiedztwie parku także linia kolejowa Warszawa Gdańska - Palmiry, zlikwidowana w latach 40. XX wieku.
W czasie II wojny światowej teren parku był terenem walk – w czasie wojny obronnej w 1939 roku 30 Pułk Strzelców Kaniowskich dowodzony przez mjr Bolesława Kamińskiego toczył tu opóźniający bój z Niemcami, teren ten też znalazł się w obszarze działania Zgrupowania AK Kampinos, szczególnie aktywnego w okresie powstania warszawskiego. Śladami tych walk są do dziś ślady pocisków w starodrzewie i kule wyłuskiwane z drewna ściętych starych drzew.
W lesie znajdują się groby polskich żołnierzy z 21 Pułku Ułanów Nadwiślańskich poległych w czasie bitwy pod Łomiankami.  

## Współczesność
Pomimo stosunkowo niewielkiej powierzchni, pod względem przyrodniczym las cechuje się dużą różnorodnością, na co mają wpływ znaczne zróżnicowanie rzeźby terenu, różne rodzaje gleb oraz warunki wilgotnościowe, co ma związek z płynącą obok Wisłą.  
Oprócz funkcji rekreacyjnych dokonywane są tu zabiegi typowe dla kompleksów leśnych tzn. gospodarka leśna i łowiecka, w tym dokarmianie zwierząt. Znaczny obszar lasu zajmują zróżnicowane drzewostany od boru świeżego poprzez lasy mieszane do lasów łęgowych. Wśród drzew dominują tu sosna, dąb, olcha i jesion, a wśród zwierząt można spotkać tu liczne ptaki, ale i duże ssaki wędrujące tu z Puszczy Kampinoskiej – dziki, sarny, łosie i inne drobniejsze zwierzęta.
Przez jego obszar przebiega Kanał Młociński.
Teren lasu objęty jest różnymi formami ochrony:
- leży w zasięgu otuliny Kampinoskiego Parku Narodowego,
- znajduje się w granicach Warszawskiego Obszaru Chronionego Krajobrazu,
- stanowi fragment skarpy warszawskiej, w obrębie której nie wolno naruszać naturalnej rzeźby terenu, niszczyć szaty roślinnej ekosystemu.

Spacer po lesie odbywa się po dwóch wytyczonych obwodnicach łączących się ze sobą, przy których zlokalizowane są parkingi, place zabaw, ścieżka sprawnościowa, miejsca piknikowe i 2 punkty widokowe na drewnianych podestach.

## Inne informacje
- Las Młociny (park Młociński) bywa mylony z Lasem Nowa Warszawa (zwanym Lasem Młocińskim) – pierwszy znajduje się po wschodniej stronie ulicy Pułkowej w kierunku Wisły, drugi po zachodniej stronie w kierunku Wólki Węglowej.
- W Lesie Młociny można zaobserwować niezwykle wysoką tzw. zasobność drzewostanu (ilość masy drzewnej w m³/ha) – na obszarze około 1 ha pomiędzy polaną widokową a Wisłą wynosi ona 720–730 m³/ha przy średniej w Polsce ok. 250 m³/ha, co leśnicy tłumaczą optymalnym wykorzystaniem bogatego pokarmowo siedliska przez liczący ok. 70 lat wielogatunkowy drzewostan.
- Ulica Dziwożony nazwę taką nosi tylko od strony Lasu – znajduje się przy niej jedynie leśniczówka. Przeciwna strona ulicy nosi nazwę ulicy Parkowej i jest to część miasta Łomianki. Jest to najdalej wysunięta na północ ulica w dzielnicy Bielany.